# شهرستان بروم میفع
ناحیهٔ بروم میفع (به عربی: مدیریة بروم میفع) یک ناحیه در یمن است که در استان حضرموت واقع شده‌است.
ناحیهٔ بروم میفع  ۱۷٬۳۲۷ نفر جمعیت دارد.